# Horst Blanck
Horst Blanck (Krefeld, 14 novembre 1936 – Cerveteri, 31 marzo 2010) è stato un archeologo tedesco.

## Vita
Horst Blanck ha studiato archeologia classica, storia antica, filologia classica e pre- e protostoria presso l'Università di Colonia, dove conseguì il dottorato con una tesi sul riutilizzo di vecchie statue come monumenti onorari nel mondo greco e romano. Ha poi completato la formazione come bibliotecario scientifico ed è stato, fino al  pensionamento, nel 2001, responsabile della biblioteca dell'Istituto Archeologico Germanico di Roma. Nel 2001 gli fu conferita la Medaglia d'argento ai benemeriti della cultura e dell'arte. Horst Blanck ha vissuto a Cerveteri nei pressi di Roma.
Le sue principali aree di ricerca sono stati l'etruscologia e la storia dell'archeologia classica.

## Opere
- Wiederverwendung alter Statuen als Ehrendenkmäler bei Griechen und Römern, Köln: Hochschulschrift 1963 (Dissertazione) (Nuova ed. Roma: L'Erma di Bretschneider 1969 [Studia archaeologica, 2]).
- Einführung in das Privatleben der Griechen und Römer, Darmstadt: Wissenschaftliche Buchgesellschaft 1976, 2ª ed. 1996 (Die Altertumswissenschaft. Einführungen in Gegenstand, Methoden und Ergebnisse ihrer Teildisziplinen und Hilfswissenschaften).
- Die Bibliothek des Deutschen Archäologischen Instituts in Rom, Mainz: Von Zabern, 1979 (Das Deutsche Archäologische Institut, Bd. 7)
- (con Giuseppe Proietti) La Tomba dei Rilievi di Cerveteri, Roma: De Luca Editori, 1986.
- (con Cornelia Weber-Lehmann) Malerei der Etrusker in Zeichnungen des 19. Jahrhunderts, Mainz: Von Zabern 1987.
- Das Buch in der Antike, München: C.H. Beck 1992 (tr. it. Il libro nel mondo antico, cur. R. Otranto, pref. L. Canfora, Bari: Dedalo 2008).
- (con Stephan Steingräber) Volterra, Mainz: Von Zabern 2002.